# Ligne de tramway de Caen à Dives-sur-Mer
La ligne de Caen à Dives-sur-Mer est une ancienne ligne de tramway des Chemins de fer du Calvados (CFC).

## Histoire
Le 22 septembre 1912, vers 19 h 30, un train ramenant à Caen des excursionnistes, marchant à vue derrière un autre dépourvu de feu arrière, rattrape ce dernier à proximité de la gare de Merville et le percute, écrasant ses derniers wagons, de type baladeuse. L'accident fera deux morts et douze blessés.